# 테러
테러(영어: terror, 문화어: 테로)는 프랑스어 terreur가 어원이며, 이것은 "거대한 공포"를 의미하는 라틴어 terror에 다시 기원을 둔다. 이 라틴어는 또한 라틴어 동사 terrere에서 파생되었으며, 이것은 "겁을 주다"라는 뜻이다. 테러란 정치적 반대파를 진압하기 위해 억압과 폭력을 사용하는 방침이다. 이 용어는 프랑스 대혁명 당시 자코뱅당의 공포 정치 때 처음 사용되었다.

## 테러와 테러리즘
David Forte의 테러와 테러리즘의 주된 차이에 관한 설명에서 테러는 중립적으로 악한 것(예: 강도, 강간자, 군인에 의해 일어나는 무분별한 폭동)인 반면 테러리즘은 추가적인 정치적, 도덕적 규모를 지니며 정치적 목적에 영향을 주는 비전투원에 대항하여 조직된 단체들에 의해 무분별하게 집중되는 폭력의 체계적인 사용을 의미한다.

## 같이 보기
- 충격과 공포